# Аро (река)
Аро (фр. Arros) је река у Француској. Дуга је 131 km. Улива се у Адур. 